# Symphony with Misono Best
Albums de Misono
Me
(2010)
Symphony with Misono Best est le 4e mini-album de Misono, sorti sous le label Avex Trax le 9 octobre 2013 au Japon. Il atteint la 29e place du classement de l'Oricon. Il se vend à 2 684 exemplaires la première semaine et reste classé pendant 2 semaines, pour un total de 3 407 exemplaires vendus. Cet album contient trois chansons réarrangées ayant été utilisées pour Tales of Symphonia Chronicles et deux pistes inédites.

## Liste des titres
| 1. | Starry Heavens ver.2013                                               |  |
| 2. | Soshite Boku ni Dekiru Koto ver.2013 (そして僕にできるコト ver.2013)  |  |
| 3. | Ninin Sankyaku ver.2013 (二人三脚 ver.2013)                           |  |
| 4. | Junction Punctuation Mark                                             |  |
| 5. | 61 Byoume no... Fura Letter Saigo no Hatsukoi ~Copernicus Tekitenkai~ |  |

| 1. | 61 Byoume no... Fura Letter Saigo no Hatsukoi ~Copernicus Tekitenkai~ (Clip Vidéo) (61秒目の…フラLetter 最後の初恋～コペルニクス的転回～) |  |
| 2. | Starry Heavens ver.2013 (Clip Vidéo) |  |
| 3. | Junction Punctuation Mark (Clip Vidéo) |  |
| 4. | Ninin Sankyaku (Tales of Festival 2013) (二人三脚)                                                                                        |  |
| 5. | Ho・n・to・u・so (Tales of Festival 2013) (ホ・ン・ト・ウ・ソ)                                                                            |  |
| 6. | Tales... (Tales of Festival 2013) |  |